# Сухопутні війська Туреччини
Сухопутні війська Туреччини (тур. Türk Kara Kuvvetleri) — основний та найчисельніший вид збройних сил Туреччини, який покликаний вести бойові дії переважно на суходолі.
Був заснований 8 листопада 1920 року після розпаду Османської імперії. З моменту заснування збройних сил та сухопутних військ Туреччина придушувала заколоти у південно-східній Анатолії з 1920-х років до наших днів, брала участь у Корейській війні, вирішила стати на бік НАТО під час Холодної війни, вторглася на Кіпр у 1974 році та до Сирії у 2019 році.
З кінця 2015 року збільшилася чисельність особового складу сухопутних військ (разом із рештою збройних сил) до такого ж рівня, який був у попередньому десятилітті. Фактори, які сприяли цьому зростанню, включають у себе турецьку інтервенцію на північному сході Сирії, а також відновлення турецько-курдського конфлікту.

## Історія
Див. Військова історія Туреччини
Турецька армія бере свій початок від Османської армії. Офіційною історіографією прийнято, що османські збройні сили були засновані в 1363 році, коли був сформований корпус Пенчік (попередник яничарського корпусу), і в цьому контексті 28 червня 1963 року вони святкував 600-річчя заснування. Того ж року один із видатних Пантюркістів, Ніхал Ациз, стверджував, що турецька армія була заснована в 209 р. до н.е., коли Моду Чанью з Хунну, як вважають, сформував армію на основі десяткової системи. У 1968 році Їлмаз Озтуна запропонував цю теорію Джемалю Туралу, який на той час був начальником Генерального штабу Турецької Республіки. У 1973 році, коли турецька армія святкувала 610-річчя свого заснування, Ніхал Ациз знову опублікував свою заяву. Після Турецького перевороту в 1980 році, турецька армія офіційно прийняла дату 209 р. до н.е. як рік свого заснування.

### Війна за незалежність
Сучасна турецька армія базується на дев'яти корпусах османської армії, що залишилися після підписання Мудроського перемир'я наприкінці Першої світової війни. Після піднесення Турецького спротиву (Кува-ї Мілліє) в Анатолії, Мустафа Кемаль паша та його сподвижники сформували Великі національні збори (GNA) в Анкарі 23 квітня 1920 року, 15-й корпус Казима паші був єдиним з'єднанням яке було боєздатним на той час. 8 листопада 1920 р. РНА ухвалила заснування постійну армію (Düzenli ordu) замість нерегулярних підрозділів (Kuva-yi Milliye, Черкеський Етем Kuva-yi Seyyare і тд.).

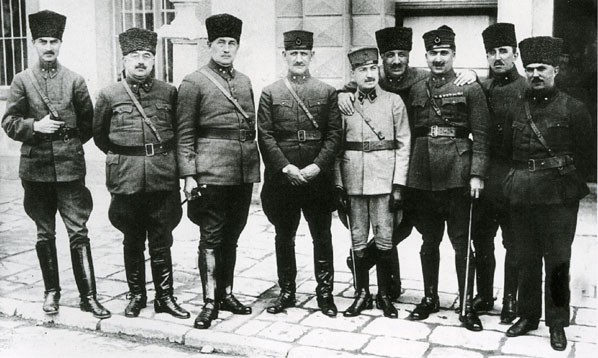
Командувачі турецьких військ під час Турецької війни за незалежність
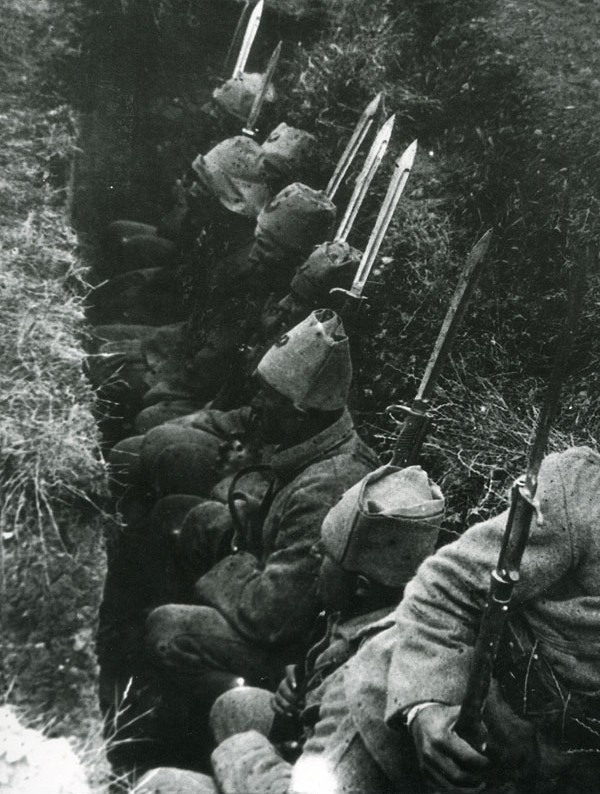
Турецькі солдати у окопах в очікуванні наказу атакувати з прилаштованими багнетами на їх гвинтівках

26 серпня 1922 року армія Великих національних зборів (Büyük Millet Meclisi Ordusu) розпочала загальний наступ, який отримав назву Великого наступу (Büyük Taarruz) проти грецьких сил довкола Кара Гісар-і Сахіб. 1-ша армія Нуреддіна-паші та 2-га армія Якуп Шевкі паші оточили головні сили групи генерал-майора Ніколаоса Трікупіса і розгромили її біля Думлупінара. 5-й кінний корпус Фахреттіна паші увійшов до Смірни (Ізмір) 9 вересня 1922 року. 3-й корпус Сукру Найлі паші мирно увійшов до Константинополя (Стамбул) 6 жовтня 1923 року. Після заснування Республіки Туреччини, армія ВНА була реорганізована в три армійські інспекції (ordu müfettişliği, 1-й, 2-й та 3-й армійський інспекторат).

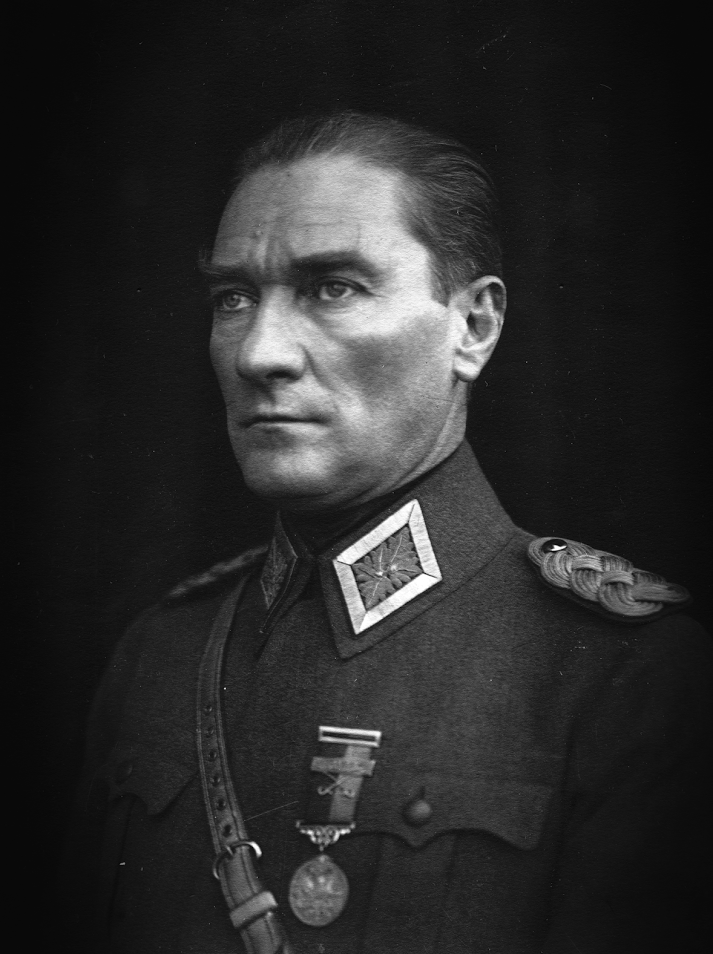
Маршал Кемаль Ататюрк як Верховний Головнокомандувач Збройних сил Туреччини
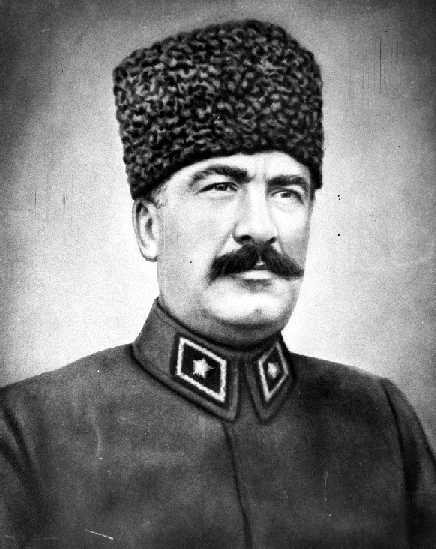
Маршал Февзі Чакмак(інші мови), який разом з Ататюрком командував Великим наступом[en] у 1922 році
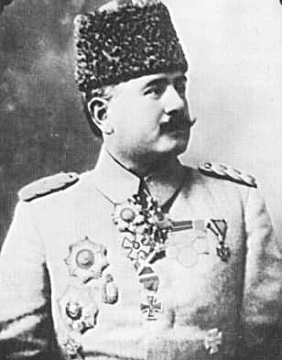
Генерал Казим Карабекир[en] був командиром 15-го корпусу[en].
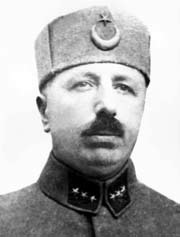
Генерал Фахреттін Алтай[en] був командувачем 5-го кінного корпусу.